# كيوشي أساي
كيوشي أساي (باليابانية: 浅井浄) هو منافس ألعاب قوى ياباني، ولد في 6 فبراير 1940.

## وصلات خارجية
- كيوشي أساي على موقع أوليمبيديا (الإنجليزية)